# Malice Mizer
Malice Mizer (japonsky マリスミゼル, Marisu Mizeru) byla japonská hudební skupina, která patřila k předním představitelům proudu zvaného visual kei. Vznikla v roce 1992, desky produkovala ve vlastním vydavatelství Midi:Nette. Název souboru pochází z francouzských slov malice (zloba) a misère (ubohost). Hudební projev Malice Mizer spojoval vlivy gotického rocku, glam rocku, dark wave a synthpopu, charakteristickým prvkem byla polyfonie dosažená zdvojením kytar. Pro vystoupení skupiny byla charakteristická excentrická pódiová show založená na historických kostýmech a výrazném make-upu, romantickou a dekadentní atmosféru potvrzovala androgynní stylizace hudebníků a používání francouzštiny v textech. Skupina ukončila činnost v prosinci 2001, její lídr Mana poté založil projekt Moi dix Mois. V září 2018 tři členové původní sestavy vystoupili na koncertě Deep Sanctuary VI, připomínajícím 25 let od založení Malice Mizer.

## Diskografie
- Memoire (1994)
- Voyage Sans Retour (1996)
- Merveilles (1998)
- Bara no Seidou (2000)